# Seo In-guk
Seo In-guk (hangul: 서인국; hanja: 徐仁國; rr: Seo In-guk; MR: Sŏ In'guk), (Ulsan, Coreia do Sul, 23 de outubro de 1987), é um premiado ator de TV, teatro musical e cinema, cantor, compositor, músico e diretor sul-coreano. Em 2009, ele fez sua estreia como cantor no programa de sobrevivência Superstar K e, em 2012, estreou como ator no drama Love Rain. Ele é mais conhecido por atuar nas séries de televisão Reply 1997 (2012), Master's Sun (2013), High School King of Savvy (2014), The King's Face (2014), Hello Monster (2015), Squad 38 (2016), Shopping King Louie (2016), The Smile Has Left Your Eyes (2018), Doom at Your Service (2021), Café Minamdang (2022) e Death's Game (2023).

## Início da vida e educação
Seo In-guk nasceu no dia 23 de outubro de 1987 em Ulsan. Ele cresceu em relativa pobreza; sua mãe trabalhava como coletora de materiais recicláveis e seu pai era soldador. Ele tem uma irmã mais nova, chamada Seo Bo-ram. Seo treinou como lutador de Ssireum (luta livre coreana), boxe e MMA na escola e é segundo dan (Nidan) em Hapkido. Ele decidiu se tornar um cantor aos dez anos, depois de ser inspirado pelo músico de rock coreano Kim Jung-min. Seu pai desaprovava a ideia de ele se tornar cantor e só era apoiado pela mãe. Ele se apresentava em reuniões de família e eventos escolares, e em seguida estudou Música Aplicada na Universidade de Daebul, também participando de audições para agências de entretenimento. Ele fez testes duas vezes para a gravadora JYP Entertainment. Sua primeira audição não obteve sucesso, pois ele foi repreendido pelos jurados por causa de seu peso. Sua segunda audição falhou novamente após danos em suas cordas vocais devido à bulimia.
Mais tarde, Seo matriculou-se na Kyung Hee Cyber University, no Departamento de Informação e Comunicação. Ele também fez Mestrado em Artes Cênicas na Universidade Dongguk e em Música Prática (Composição) na Universidade Baekseok, tendo sido, posteriormente, nomeado Embaixador de Relações Públicas da Escola de Pós-Graduação de referida universidade, em 9 de fevereiro de 2015.

## Carreira

### 2009-2011: Superstar K e projetos musicais
Em 2009, Seo In-guk participou da competição de canto da Mnet, Superstar K, ganhando a primeira temporada do programa, em 9 de outubro de 2009. Em 27 de outubro de 2009, ele lançou seu primeiro EP Calling, com o single principal de mesmo título composto por Bang Si-hyuk, liderando vários sites de música online em sua estreia. As três músicas apresentadas no miniálbum: Calling You, Young Love (para a qual escreveu a letra), e Beautiful Breakup, alcançaram o topo do ranking, após seu lançamento.
As faixas ocuparam os três primeiros lugares no site da Mnet. Seo ficou à frente de artistas populares de K-pop como Leessang, SHINee, Baek Ji-young e Girls' Generation no Cyworld com Calling You. Suas outras duas músicas foram incluídas no top 20 do Cyworld. Em um comunicado, a Mnet disse:
| “ | É extremamente raro varrer as paradas musicais no dia em que um álbum é lançado, a menos que você seja um cantor top. É ainda mais significativo considerando que a competição é acirrada com as principais estrelas que estão retornando e com os recém-chegados que estão em franca ascensão. | ” |

Devido ao sucesso de sua estreia musical, ele foi convidado para apresentar uma performance especial no Mnet Asian Music Awards 2009, com a participação do “Mountain of Fire and Miracles (MFM) Gospel Choir”.
Seo assinou com a Jellyfish Entertainment no mesmo ano e ganhou o prêmio de Revelação Masculina do Ano no Cyworld Digital Music Awards de 2009 .
Em maio de 2010, Seo lançou seu primeiro miniálbum, "Just Beginning" , com o "single" principal "I Love U". O álbum alcançou o número sete no Gaon Album Chart, enquanto o single principal alcançou o número dois no Gaon Digital Chart, e rendeu a Seo In-guk, uma indicação no Mnet Asian Music Awards 2010, ao prêmio de melhor novo artista masculino do ano.
Em 2010, ele foi o único cantor na faixa dos 20 anos a participar da turnê nacional do "Kim Gwang-seok Memorial Concert" (tributo anual em memória do lendário cantor coreano de folk rock, Kim Gwang-seok, morto em 1996), se apresentando em Daegu, Busan, Daejeon, e Jeonju.
Apesar de sua estreia bem-sucedida, Seo teria recebido tratamento "frio" das três principais redes de televisão coreanas KBS, MBC e SBS, já que era um estrela da televisão a cabo.
Em 2011, mudando seu som e incorporando coreografia à sua performance, Seo lançou o single "Broken", bem como a faixa dançante de verão “Shake It Up”, cuja letra foi escrita por ele.

### 2012: Estreia no teatro musical, início da carreira de atuação eReply 1997
Em janeiro de 2012, Seo In-guk fez sua estreia no teatro musical, no papel de Kang Hyun-woo, protagonista do musical jukebox "Gwanghwamun Love Song". Ele recebeu críticas positivas por suas excelentes habilidades de atuação e de canto.
Pouco depois, ele fez sua estreia como ator, no papel coadjuvante de Kim Chang-mo/Kim Jeong-sol, no drama da KBS, Love Rain, tornando-se o primeiro participante do Superstar K a estrear como ator em um drama. De acordo com ele, seu papel em Love Rain surgiu em um momento em que estava ansioso com a vida de artista e isso alimentou seu desejo de atuar. Por sua atuação, ele ganhou o prêmio de melhor novo ator, no Korea Drama Awards e recebeu uma indicação, na mesma categoria, no KBS Drama Awards. Ele também contribuiu para a trilha sonora do drama com o single "Fate (Like a Fool)", primeira canção composta e escrita por ele. No mesmo ano, ele assinou com a agência japonesa Irving Entertainment.
No mesmo ano, ele conseguiu seu primeiro papel principal, no drama nostálgico dos anos 90 Reply 1997 do canal a cabo TvN. A interpretação de Seo In-guk de um adolescente taciturno com um amor não correspondido por sua melhor amiga de infância ganhou o reconhecimento do público e da crítica, e lhe rendeu o prêmio de estrela em ascensão, no 1º K-Drama Star Awards, o prêmio da TvN10 Awards de melhor ator de TV, e o prêmio Top 10 Ícones de Estilo, no 5º Style Icon Asia (SIA), além de uma indicação, no Baeksang Arts Awards ao prêmio de melhor novo ator de TV. 
Ele também gravou dois singles para a trilha sonora do drama (ambos duetos com a coestrela Jung Eun-ji), e um deles, "All For You", se tornou um dos singles mais vendidos do ano no Gaon Single Chart e permaneceu por muito tempo em primeiro lugar em vários sites de música, inclusive, liderou a parada americana de K-Pop da Billboard 100, por duas semanas consecutivas. O single também ganhou o prêmio de Melhor OST no Melon Music Awards e no Mnet Asian Music Awards daquele ano.
Em setembro de 2012, ele foi escalado para o elenco do drama de final de semana da MBC, The Sons (também conhecido como Rascal Sons). Por seu papel, ele foi indicado ao prêmio de melhor novo ator, no Drama Awards de 2012.
Ele também apareceu como protagonista masculino no videoclipe de K.Will "Please Don't". A performance exuberante de Seo In-guk, os belos vocais de K.Will e o final surpreendente (considerado por muitos como um dos maiores plot twists da história do K-pop), chamaram a atenção de milhares de pessoas ao redor do mundo.
Pelo seu sucesso em 2012, Seo In-guk foi selecionado como uma das personalidades masculinas do ano, no Men Of The Year pela revista de moda GQ Coreia, e como uma das 8 hot stars da cultura e do entretenimento coreanos do ano, pelo Joy News 24.

### 2013–2015:Debutjaponês, programas de variedades e retorno à atuação

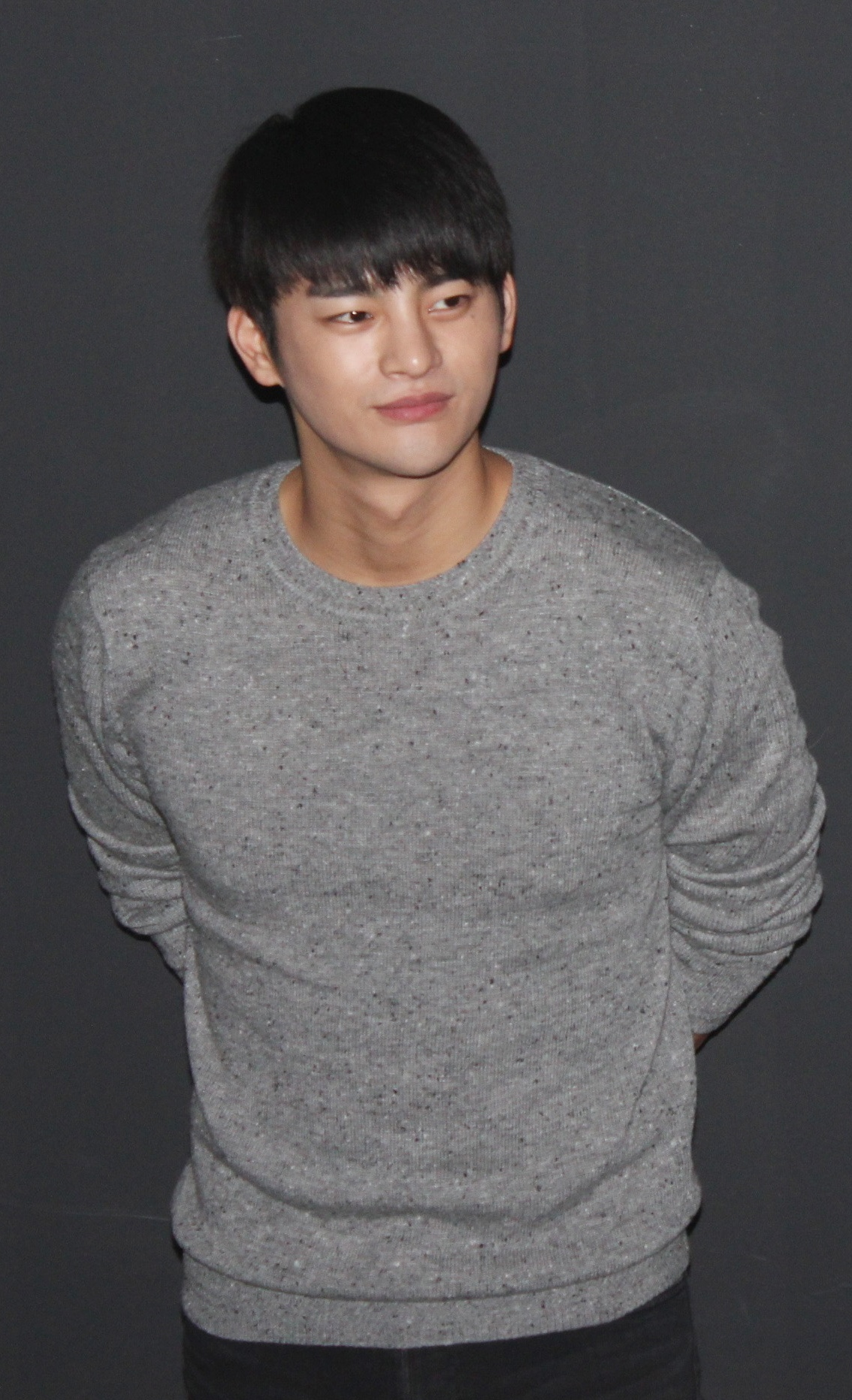
Em novembro de 2013

Seo se juntou ao programa de variedades/reality show "I Live Alone", de janeiro a junho de 2013.
Ele voltou ao cenário musical em 11 de abril de 2013, com o single "With Laughter Or With Tears", a primeira balada soul de sua discografia. Algum tempo depois, a canção foi seguida por seu debut japonês com o lançamento do single "Fly Away".
Em junho de 2013, ele foi escalado para o elenco de Master's Sun, um drama escrito pelas irmãs Hong, interpretando um ex-soldado que serviu na Divisão Zaytun, que se torna o chefe de segurança para uma companhia de shoppings. Ele participou da OST do drama, com o single "No Matter What", lançado em 17 de setembro de 2013. Ele ganhou o prêmio de nova estrela, no SBS Drama Awards de 2013, por seu papel como Kang Woo e cantou a música "One Day More", do musical "Les Miserábles", no palco da cerimônia de premiação.
Em outubro de 2013, ele estrelou no seu primeiro papel principal no grande ecrã em No Breathing, um filme de amadurecimento sobre dois rivais da natação, junto de Lee Jong-suk e Kwon Yu-ri. Apesar de esse ter sido seu primeiro trabalho cinematográfico em um papel principal, ele recebeu críticas favoráveis por suas habilidades de atuação.
Ainda em 2013, ele fez uma participação especial em Reply 1994, sequência do drama Reply 1997.
No início de 2014, Seo lançou seu primeiro álbum japonês intitulado Everlasting, que inclui seus singles lançados anteriormente "Fly Away" e "We Can Dance Tonight". O álbum também inclui a nova faixa intitulada “Everlasting Love” com um total de 12 faixas. O álbum debutou na posição 9 no Oricon Daily Chart. Mais tarde, Seo In-guk ganhou o prêmio de Melhores 3 Novos Artistas (Ásia) no Japan Gold Disc Award.
Ele também interpretou um papel duplo em Another Parting, uma minissérie de 5 episódios sobre um homem e uma mulher que se encontram no momento final de suas vidas e passam um dia especial juntos. Produzido pela LOEN Entertainment, o drama estreou no dia 17 de fevereiro de 2014, no canal a cabo Dramacube do Taekwang Group (também indo ao ar no BTV e YouTube).

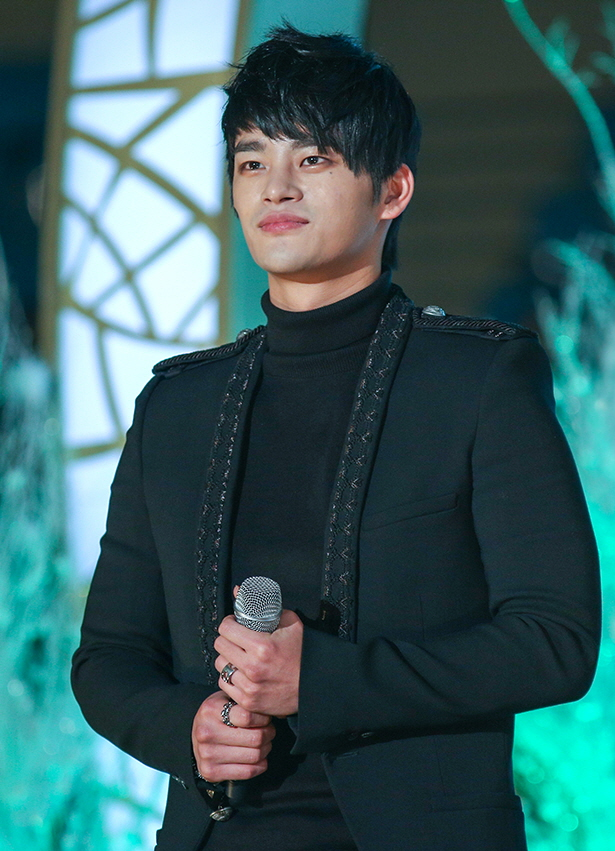
Em dezembro de 2012

Em 14 de maio de 2014, ele lançou o videoclipe com o single "Mellow Spring". Através de visuais doces e estilosos, e de uma bela filmografia, o videoclipe, dirigido pela famosa companhia sul-coreana de produção de vídeos Digipedi, retrata a emoção que alguém sente ao se apaixonar.
No mesmo ano, Seo participou da série de comédia romântica da TvN, High School King of Savvy, onde interpretou um estudante do ensino médio e jogador estrela de hockey que vive uma vida dupla quando é forçado a pegar o trabalho de seu irmão mais velho como executivo numa empresa de TI. Por seu duplo papel no drama, ele recebeu uma indicação ao prêmio de excelência em atuação, no 7º Korea Drama Awards e ao prêmio de ator do ano, no Soompi Awards 2015. Ele também participou da OST do drama, com a música "Finding Myself", lançada em 21 de julho de 2014.
Mais tarde, naquele mesmo ano, Seo estrelou seu primeiro drama histórico The King's Face, interpretando o príncipe herdeiro ilegítimo Gwanghaegun, que se torna rival de seu pai, o rei Seonjo, na política e no amor. Acerca da atuação de Seo In-guk, um representante da equipe de produção anunciou:
| “ | É difícil acreditar que este seja o primeiro drama de época de Seo In Guk. Você realmente pode ver o quão envolvido ele fica quando está atuando. Você pode ver nos olhos dele. Sua voz, a maneira como ele respira e fala são perfeitos – ele realmente conseguiu fazer um novo Gwanghae. | ” |

Por seu papel como o infeliz príncipe que se tornou rei, ele foi indicado ao prêmio de excelência em atuação em um drama de comprimento médio e ao Prêmio Netizen (concedido ao ator/atriz com mais votos online no site da KBS), e venceu o prêmio de melhor novo ator, no KBS Drama Awards de 2014
Em 25 de fevereiro de 2015 ele lançou sua primeira coletânea japonesa. A faixa-título "Last Song", de sua autoria, fala da dor de se despedir de um ente querido.
Algum tempo depois, Seo se juntou ao elenco do programa de variedade Law of the Jungle da SBS de março a maio, para a temporada da Indochina.
Ele também interpretou um profiler genial na série de romance policial Hello Monster que estreou em junho de 2015 na KBS2.
No mesmo ano, ele fez uma participação especial no drama da TvN Oh My Ghost, como Edward, um doce e belo chefe de cozinha e um camafeu, como ele mesmo, no drama da MBC, She Was Pretty.
Ainda em 2015, ele participou, ao lado de outros artistas, na faixa colaborativa “Love In The Air” (사랑난로) da Jellyfish Entertainment para o álbum Jelly Christmas 2015 – 4랑

### 2016-Presente: Aclamação
Em 7 de março de 2016, Seo In-guk lançou o videoclipe da suave balada "Seasons of the Heart", primeiro single coreano lançado por ele, desde “Mellow Spring”, em maio de 2014. No videoclipe, ele revisita memórias preciosas com tristeza, ao relembrar como lutaria e como faria as pazes com seu amor perdido. Para compor a faixa e escrever a letra, ele trabalhou em parceria com o Melodesign, dupla de produção musical sul-coreana composta por Kim Doo-hyun e Seo Jung-jin.
Seo então se juntou ao Law of the Jungle pela segunda vez para a temporada da Mongólia do programa.
No mesmo ano, ele estrelou no drama Squad 38 da OCN, canal a cabo dedicado ao cinema, interpretando um vigarista profissional. Seo considerou o papel um ponto de virada em sua carreira de ator. Ele recebeu críticas favoráveis da imprensa por sua facilidade de transformação em múltiplos personagens. O drama registrou a maior audiência da OCN, desde sua fundação em 1995 e rendeu a Seo In-guk o “Prêmio Especial para Intercâmbio Cultural Asiático”, no 11° Asian TV Drama Conference.
Ainda em 2016, ele foi escalado para o papel principal na comédia romântica da MBC, Shopping King Louie, desempenhando o papel de um herdeiro de uma família chaebol amnésico e com inocência infantil, performance que lhe rendeu o prêmio MBC Drama Awards de excelência em atuação para ator em uma minissérie,  além de uma indicação ao Grande Prêmio Daesang,  naquele mesmo ano.
No dia 4 de agosto de 2017, foi confirmado que o contrato de Seo In-guk com a Jellyfish Entertainment havia expirado e que ele não renovaria seu contrato. No dia 7 de agosto, foi anunciado que Seo assinou com a BS Company. Desde 2019, ele é afiliado à Story J Company, uma empresa de gerenciamento de atores criada pela BS Company.
Em 2018, Seo se reuniu com o diretor Yoo Je-won, com quem ele já havia trabalhado em High School King of Savvy, para atuar, ao lado de Jung So-min, no melodrama de mistério The Smile Has Left Your Eyes, uma adaptação da série de sucesso da televisão japonesa de 2002 Sora Kara Furu Ichioku no Hoshi. A atuação de Seo In-guk no drama, lhe rendeu uma indicação ao prêmio de ator do ano, no Soompi Awards 2019. Seu desempenho também recebeu críticas positivas da imprensa. O The Straits Times escreveu:
| “ | É um papel que pode facilmente se tornar assustador ou presunçoso, mas Seo consegue realizar um delicado ato de equilíbrio. | ” |

Em 2019, novamente sob a direção de Yoo Je-won, ele fez uma participação, ao lado de Jung So-min, em Abyss, série de romance e fantasia da TvN, estrelada por Park Bo-young e Ahn Hyo-seop. No mesmo ano, ele foi escalado para estrelar o filme Hip Daddy, mas deixou o projeto em 2020 depois que a produção foi suspensa.
Em 19 de abril de 2021, Seo In-guk fez uma participação especial em Navillera, drama da TvN, estrelado por Park In-hwan e Song Kang, no papel de um famoso bailarino que chama a atenção de todos no estúdio com sua aura fluida e elegante.
Em maio do mesmo ano, ele protagonizou, ao lado de Park Bo-young o drama de romance e fantasia Doom at Your Service, produção original da tvN, que obteve altos índices de audiência, especialmente, junto ao público internacional. A série foi considerada como um dos 10 melhores dramas coreanos de 2021, pela famosa revista britânica New Musical Express. Em 22 de junho de 2021, depois de um hiatus de três anos, Seo lançou a canção “Distant Fate”, composta e escrita por ele, especialmente para a OST do drama.
No mesmo ano, ele estrelou, ao lado de Lee Soo-hyuk, o filme de comédia policial Pipeline, do diretor Yoo Ha, como um especialista em perfuração, envolvido em um roubo de petróleo. O diretor Yoo Ha disse sobre Seo In-guk:
| “        | Fiquei fascinado a primeira vez que o vi. [...] Seu rosto mostrava um potencial muito diferente. | ” |
| — Yoo Ha |                                                                                                  |   |

Em dezembro do mesmo ano, Seo assinou um contrato com a AER Music.
No início de 2022, ele fez uma participação especial em Soundtrack #1, série de televisão via streaming sul-coreana, estrelada por Park Hyung-sik e Han So-hee, no papel de um cantor famoso.
Em 14 de junho de 2022, Seo lançou seu miniálbum LOVE&LOVE e o single "My Love", com a participação de Ravi, seu primeiro lançamento após cinco anos. O videoclipe, dirigido pelo próprio Seo In-guk, em parceria com Eum Mun-seok, e lançado na mesma data, recebeu respostas entusiasmadas de fãs de todo o mundo. A canção-título "My Love" alcançou o 1° lugar em várias paradas musicais, inclusive, nas plataformas Bugs e Melon.
No mesmo ano, ele viveu um profiler de elite que se torna um influente, belo e carismático xamã, no drama de mistério, romance e comédia da KBS2 Café Minamdang (Handsome Shaman), série baseada na popular webnovela Minamdang: Case Note, escrita por Jung Jae-han, que ganhou o grande prêmio no concurso de webnovelas da plataforma KakaoPage, demonstrando seu apelo entre os leitores. A série obteve altos índices de audiência na Coreia do Sul. O portal de notícias Soompi informou que a série obteve, em sua estreia, uma classificação nacional média de 5,7% e permaneceu como o drama noturno número 1, nas segundas e terças-feiras. Por sua atuação, Seo In-guk foi indicado ao Grande Prêmio Daesang, da KBS Drama Awards, e ganhou o prêmio de melhor artista, na categoria ator, no Asia Artist Awards.
Em 3 de novembro de 2022, a agência de Seo In-guk compartilhou que o ator recebeu o papel principal em Handwritten, drama de ação e mistério, baseado no romance homônimo, ambientado no período da Dinastia Joseon, no qual desempenha o papel de um homem que perdeu a memória e foi dado como morto, mas que retorna e tenta descobrir sua verdadeira identidade, enquanto se envolve em uma acirrada luta pelo poder.
Ainda em 2022, Seo In-guk voltou ao cinema em Project Wolf Hunting, um filme sul-coreano de ficção científica, ação e suspense, dirigido por Kim Hong-sun, no qual atuou ao lado de Jung So-min, com quem já havia trabalhado em The Smile Has Left Your Eyes e Abyss. A atuação de Seo In-guk, no papel do impenitente criminoso Park Jong-doo, chamou a atenção do público e da crítica e lhe rendeu um prêmio no Asia Artist Awards 2022, na categoria de melhor artista (ator)  e uma indicação ao prêmio de melhor novo ator em cinema, no 59° Baeksang Arts Awards, conhecido como o Globo de Ouro da Coreia do Sul, além da indicação ao prêmio Blue Dragon Film Awards de melhor novo ator em filme.
Seo In-guk também estreou como produtor e diretor de curtas-metragens, trabalho que lhe rendeu várias indicações e o prêmio de melhor curta-metragem, no Global Spotlight Award 2023, por TRAP filme que estrelou e dirigiu e que abriu o Internacional Short Shorts Film Festival & Asia (SSFF & ASIA), um dos maiores festivais internacionais de curtas-metragens da Ásia. 
Em 11 de outubro de 2023, ele lançou o single "THE X" para comemorar o 10º aniversário de sua estreia no Japão. Em novembro do mesmo ano, o concerto comemorativo "IN THE X" foi realizado em Tóquio e Osaka.
Ele também aceitou desempenhar o papel de um brilhante animador que trabalha em um estúdio de animação americano que perde a audição e a memória em um acidente, mas conhece uma mulher que se torna sua salvadora, em In Your Brilliant Season, drama de romance escrito por Jo Sung Hee, que também escreveu High School King of Savvy (drama no qual Seo In-guk atuou como protagonista, em 2014) e dirigido por Park Seon Ho de My Strange Hero, Birth of a Beauty, Suspicious Partner e o drama de sucesso A Business Proposal.
Seo In-guk atuará no thriller de ação e suspense Smoking Gun, da MBC, drama de 16 episódios que contará a história de um ex-agente sul-coreano com perda de memória e um agente secreto norte-coreano que está tentando matá-lo, enquanto ambos realizam uma perseguição intensa para impedir uma conspiração terrorista.
Em 21 de novembro de 2023, Seo In-guk estreou no musical Monte Cristo, no papel do personagem principal Edmond Dantes/Conde de Monte Cristo.  O musical Monte Cristo é uma adaptação musical do romance homônimo do escritor francês Alexandre Dumas, que conta a trajetória do jovem e promissor marinheiro Edmond Dantes, o qual é falsamente acusado pela conspiração de pessoas ao seu redor que visam ao seu status e à sua noiva. Após 14 anos desesperadores em uma famosa prisão, ele escapa dramaticamente, muda seu nome para "Conde de Monte Cristo", e se vinga. Ele retrata uma jornada movimentada para encontrar o perdão, a reconciliação e o valor do amor, enquanto se conduz por um caminho de destruição. O musical conta com trilha composta por Frank Wildhorn, conhecido por suas obras musicais, “Jekyll & Hyde” e “Drácula”, e com roteiro de Jack Murphy, diretor dos musicais “The Man Who Laughs” e "O Último Beijo".  Sobre o seu retorno ao teatro musical depois de 11 anos, Seo In-guk, em entrevista ao Ten Asia (Artist Top Ten), declarou:
| “            | É um desafio, por isso estou abordando-o com muita determinação e entusiasmo. [...] Acho que é um trabalho com o qual me deparei em um momento muito bom. Estou muito feliz e aprendi muito graças ao diretor e a todos os atores e equipe. [...] Se o público ficar satisfeito, será uma felicidade que não pode ser expressa em palavras. | ” |
| — Seo In-guk | |   |

O musical esteve em cartaz no Grande Teatro do Chungmu Art Center (antigo Chungmu Art Hall) de 21 de novembro de 2023 a 25 de fevereiro de 2024.
Ainda em 2023, Seo In-guk atuou como protagonista em Death's Game, série dramática da TVing, dos gêneros thriller e fantasia, baseada no popular webtoon homônimo, escrito por Lee Won-sik e ilustrado por Gul Chan. Em Death's Game, Seo desempenha o papel de Choi Yi-jae, um homem que ganha uma segunda chance de vida após enfrentar a morte. Com uma trama intrigante e um elenco estelar (que inclui Park So-dam, de Parasita, Lee Do-hyun de Sweet Home, Kim Ji-hoon de A Bailarina, Lee Jae-wook de Alquimia das Almas, dentre outros astros e estrelas do entretenimento coreano) o drama, que conta com 8 episódios, é dirigido por Ha Byung-hoon (18 Again), e foi lançado, simultaneamente, em mais de 240 países, pela plataforma de streaming Amazon Prime Video, em 15 de dezembro de 2023. Seo In-guk também participou da OST do drama, interpretando “Even If There's No Miracle”, de Park Seong-il, música-tema de seu personagem, lançada no dia 15 de dezembro de 2023, mesma data do lançamento mundial da série.
Em 2 de março de 2024, ele lançou, em colaboração com a atriz filipina Francine Diaz, a versão em inglês de sua música "My Love", que foi lançada em 2022 como parte de seu  álbum LOVE&LOVE. Na mesma data, foi lançado o videoclipe da música através do canal de Diaz no YouTube. A nova versão da música traz letras em inglês de Seo In Guk, Park Kyung-hyun e Mo Sang-hoon. 

## Vida pessoal

### Isenção de serviço militar
Em fevereiro de 2017, foi anunciado que Seo In-guk recebeu sua data de alistamento militar oficial. Foi relatado que ele entraria para o seu serviço militar de dois anos de maneira quieta, sem cobertura da mídia. Seo optou, em vez disso, por lançar um vídeo musical de sua música composta por ele mesmo, "Better Together", escrita para seus fãs. O vídeo foi lançado no Youtube no dia 26 de março de 2017. Em 28 de março de 2017, ele se alistou na 5.ª Divisão do Batalhão de Treinamento e Recrutamento do Exército, do Distrito de Yeoncheon-gun, Província de Gyeonggi-do, mas recebeu ordem de voltar para casa devido a uma fratura no tornozelo.
Seo foi dispensado do serviço militar obrigatório apenas quatro dias após entrar para o exército. Depois disso, Seo In Guk foi reexaminado três vezes. Sua agência lançou os resultados dos seus novos exames, revelando que Seo In-guk foi diagnosticado com Osteocondrite dissecante, uma condição óssea e cartilaginosa crônica.
Posteriormente, ele foi classificado no grau 5 de saúde e isento de seus deveres militares como resultado.
Quatro meses depois de receber sua ordem para voltar para casa, ele escreveu à comunidade de fãs sobre seus sentimentos por ser isento do serviço militar:
| “            | Em relação ao meu alistamento militar, solicitei primeiro um adiamento. Eu tinha vontade de servir, mas já havia sido indicada uma cirurgia na área que estava me causando dor, condição para a qual já estava realizando tratamento. No entanto, como queria ingressar no exército, não solicitei um reexame (apesar de o ter adiado), e não levei comigo quaisquer documentos quando me alistei. Porém, durante a primeira entrevista, o líder do pelotão me pediu para avisar primeiro se eu tivesse alguma dor, e ele me pediu para levantar a mão se eu tivesse alguma doença no dia da prova, e eu respondi que minhas pernas estavam incomodando um pouco. Portanto, nunca imaginei que acabaria indo para o hospital. Fui ao hospital, fiz um raio X e depois me consultei. Nunca imaginei que seria forçado a deixar o serviço militar por causa desse problema. Acho que foi claramente minha culpa. Como ator e cantor, queria me alistar no exército e cumprir os meus deveres de defesa nacional, orgulhosamente. Assim, mesmo depois da divulgação dos resultados, continuei a solicitar que o hospital me permitisse permanecer no exército. Se eu fosse embora assim, seria constrangedor e vergonhoso para mim, então eu queria ficar de qualquer maneira. No entanto, o hospital determinou que o treinamento militar não era adequado e fui informado de que não tinha escolha e que não havia nada que pudessem fazer a respeito, a não ser recomendar a dispensa. Havia tantas coisas que eu queria falar até agora, mas tinha medo de que tudo o que eu dissesse aos meus fãs parecesse uma desculpa, e que eu estivesse inventando desculpas dolorosas. Fiquei surpreso ao ver tantas pessoas duvidando disso e pensei que era possível que pensassem da mesma forma. Sinto muito por fazer vocês se sentirem mal por minha causa. Eu queria que tivessem apenas boas lembranças de mim, mas também estava preocupado que pudesse ferir esses sentimentos, ou que fossem desgastados pela dor em meu coração. Eu estava preocupado em como poderia me curar durante esse período. Continuarei a fazer o meu melhor para realizar apenas coisas boas. Farei o meu melhor para retribuir os sentimentos que meus fãs me transmitiram. Espero que meus sentimentos cheguem a todos vocês e que possam passar o resto das férias felizes. De Inguk. P.S.: Sinto muito se lhes causei muita dor. Vou me certificar de que seus corações doloridos se curem. | ” |
| — Seo In-guk | |   |

## Filmografia

### Filmes
| Ano  | Título                         | Papel                                 | Ref.            |
| ---- | ------------------------------ | ------------------------------------- | --------------- |
| 2013 | No Breathing                   | Jo Won-il                             | [ 55 ]          |
| 2016 | I Love That Crazy Little Thing | Yang Ming Zhe (Participação especial) | [ 145 ]         |
| 2021 | Pipeline: O Grande Roubo       | Pin Dol-yl                            | [ 146 ]         |
| 2022 | Project Wolf Hunting           | Park Jong-doo                         | [ 147 ] [ 148 ] |
| 2023 | TRAP                           | Artista                               |                 |
| 2023 | The Boys                       | Lee Jae-seok (camafeu)                |                 |

### Séries de televisão
| Ano  | Título                       | Papel                                       | Network | Notas                                      | Ref.    |
| ---- | ---------------------------- | ------------------------------------------- | ------- | ------------------------------------------ | ------- |
| 2012 | Love Rain                    | Kim Chang-mo (1970s) / Kim Jeon-seol (2012) | KBS2    | Papel coadjuvante                          | [ 24 ]  |
| 2012 | Reply 1997                   | Yoon Yoon-jae                               | TvN     | Papel principal                            | [ 29 ]  |
| 2012 | The Sons                     | Yoo Seung-gi                                | MBC     | Papel principal                            | [ 39 ]  |
| 2013 | Master's Sun                 | Kang Woo                                    | SBS     | Papel coadjuvante                          | [ 51 ]  |
| 2013 | Reply 1994                   | Yoon Yoon-je                                | TvN     | Participação especial, episódios 16-17, 21 | [ 149 ] |
| 2014 | High School King of Savvy    | Lee Min-seok/Lee Hyung-seok                 | TvN     | Papel principal                            | [ 65 ]  |
| 2014 | The King's Face              | Príncipe Gwanghae                           | KBS2    | Papel principal                            | [ 70 ]  |
| 2015 | Hello Monster                | Lee Hyun/David Lee                          | KBS2    | Papel principal                            | [ 75 ]  |
| 2015 | Oh My Ghost                  | Edward Seo                                  | TvN     | Participação especial, episódio 16         | [ 150 ] |
| 2015 | She Was Pretty               | Ele mesmo                                   | MBC     | Camafeu, episódio 9                        | [ 151 ] |
| 2016 | Squad 38                     | Yang Jeong-do                               | OCN     | Papel principal                            | [ 80 ]  |
| 2016 | Shopping King Louie          | Louis/Kang Ji-sung                          | MBC     | Papel principal                            | [ 87 ]  |
| 2018 | The Smile Has Left Your Eyes | Kim Moo-young                               | TvN     | Papel principal                            | [ 95 ]  |
| 2019 | Abyss                        | Ceifador                                    | TvN     | Participação especial, episódio 1          |         |
| 2021 | Navillera                    | Hwang Hee                                   | TvN     | Participação especial, episódio 9          | [ 152 ] |
| 2021 | Doom At Your Service         | Myeol Mang/Kim Sa-ram                       | TvN     | Papel principal                            |         |
| 2022 | Soundtrack #1                | Jay Jun                                     | Disney+ | Participação especial, episódio 3          |         |
| 2022 | Café Minamdang               | Nam Han-joon                                | KBS2    | Papel principal                            | [ 153 ] |
| 2023 | Death's Game                 | Choi Yi-jae                                 | TVING   | Papel principal                            |         |
| 2024 | Death's Game                 | Choi Yi-jae                                 | TVING   | Papel principal                            |         |
| TBA  | Handwritten                  | Kwon Soo-young                              | TBA     | Papel principal                            |         |
| TBA  | Smoking Gun                  | Kim Do-young                                | MBC     | Papel principal                            |         |
| TBA  | In Your Splendid Season      | Seon Woo-chan                               | TBA     | Papel principal                            |         |

### Web series
| Ano  | Título          | Papel        | Network            | Ref.   |
| ---- | --------------- | ------------ | ------------------ | ------ |
| 2014 | Another Parting | Ahn Young-mo | Dramacube, YouTube | [ 63 ] |

### Programas de Variedade
| Ano  | Título                          | Network | Notas           | Episódios                | Ref.    |
| ---- | ------------------------------- | ------- | --------------- | ------------------------ | ------- |
| 2011 | Oh, My School                   | KBS2    | Convidado       | Episódios 24-26          |         |
| 2011 | Let's Go Dream Team Temporada 2 | KBS2    | Convidado       | Episódios 84, 96-97      |         |
| 2012 | Let's Go Dream Team Temporada 2 | KBS2    | Convidado       | Episódios 110, 116 e 120 |         |
| 2013 | I Live Alone                    | MBC     | Parte do elenco | Episódios 1–14, 16, 26   | [ 46 ]  |
| 2013 | Mamma Mia!                      | KBS2    | Convidado       | Episódios 7 e 22         |         |
| 2013 | Happy Together                  | KBS2    | Convidado       | Episódios 291 e 323      |         |
| 2014 | Happy Together                  | KBS2    | Convidado       | Episódio 374             |         |
| 2014 | Running Man                     | SBS     | Convidado       | Episódio 184             |         |
| 2015 | Happy Together                  | KBS     | Convidado       | Episódio 402             |         |
| 2015 | Law of the Jungle (Indochina)   | SBS     | Parte do elenco | Episódios 154–158        | [ 74 ]  |
| 2015 | Mari and Me                     | JTBC    | Parte do elenco |                          | [ 154 ] |
| 2016 | Law of the Jungle (Mongólia)    | SBS     | Parte do elenco | Episódios 229–233        | [ 79 ]  |
| 2021 | My Little Old Boy               | SBS     | Convidado       | Episódio 243             | [ 155 ] |

### Aparições em vídeos musicais
| Ano  | Título                            | Artista    | Vídeo                  |
| ---- | --------------------------------- | ---------- | ---------------------- |
| 2012 | "Please Don't..."                 | K.Will     | starshipTV             |
| 2013 | "Would You?"                      | Swings     | Brand New Music        |
| 2013 | "Pick Up the Phone"               | Phone      | 1theK (원더케이)       |
| 2014 | "Another Parting"                 | Melody Day | 1theK (원더케이)       |
| 2024 | "No Sad Song For My Broken Heart" | K.Will     | STARSHIP Entertainment |

## Videografia
| Ano  | Data de lançamento      | Música                                            | Álbum/EP/Single                                                    | Vídeo                            |
| ---- | ----------------------- | ------------------------------------------------- | ------------------------------------------------------------------ | -------------------------------- |
| 2011 | 30 de março de 2011     | "Broken"                                          | Broken                                                             | Jellyfishenter                   |
| 2011 | 3 de julho de 2011      | "Calling You"                                     | Calling                                                            | Stone Music Entertainment        |
| 2011 | 22 de julho de 2011     | "Saranghae U"                                     | Just Beginning                                                     | Jellyfishenter                   |
| 2011 | 8 de agosto de 2011     | "Shake It Up"                                     | Shake It Up                                                        | Jellyfishenter                   |
| 2012 | 12 de abril de 2012     | "Tease Me"                                        | Perfect Fit                                                        | Jellyfishenter                   |
| 2012 | 28 de agosto de 2012    | "All for you"                                     | Reply 1997 Official OST Love Story Part. 1 (com Jung Eun-ji)       | Stone Music Entertainment        |
| 2012 | 4 de setembro de 2012   | "Just The Way We Love"                            | Reply 1997 Official OST Love Story Part. 2 (com Jung Eun-ji)       | Stone Music Entertainment        |
| 2013 | 4 de fevereiro de 2013  | "I Can't Live Because Of You" (feat. Verbal Jint) | Y.BIRD (Jellyfish Island) feat. Seo In-guk                         | Jellyfishenter                   |
| 2013 | 11 de abril de 2013     | "With Laughter Or With Tears"                     | With Laughter Or With Tears                                        | Jellyfishenter                   |
| 2013 | 24 de abril de 2013     | "Fly Away"                                        | Fly Away                                                           | Crownrecord                      |
| 2013 | 17 de setembro de 2013  | "No matter what"                                  | Master’s Sun OST Part. 7                                           | 1theK                            |
| 2013 | 16 de outubro de 2013   | "We Can Dance Tonight"                            | We Can Dance Tonight                                               | Crownrecord                      |
| 2014 | 15 de janeiro de 2014   | "Everlasting Love"                                | Everlasting                                                        | Crownrecord                      |
| 2014 | 13 de maio de 2014      | "Bomtanaba" ("Mellow Spring")                     | Bomtanaba (Mellow Spring)                                          | Jellyfishenter                   |
| 2014 | 25 de junho de 2014     | もう、会えなくて。                                | Hug                                                                | Crownrecord                      |
| 2014 | 21 de julho de 2014     | "Finding Myself"                                  | High School King of Savvy – OST Part. 4                            | Stone Music Entertainment        |
| 2015 | 25 de fevereiro de 2015 | "Last Song"                                       | Last Song                                                          | Crownrecord                      |
| 2016 | 7 de março de 2016      | "Seasons Of The Heart"                            | Seasons Of The Heart                                               | Jellyfishenter                   |
| 2016 | 28 de dez. de 2016      | "BeBe"                                            | BeBe                                                               | Jellyfishenter                   |
| 2017 | 27 de março de 2017     | "Better together"                                 | Better Together                                                    | Jellyfishenter                   |
| 2018 | 8 de novembro de 2018   | "Star"                                            | Hundred Million Stars From the Sky – OST Part. 2 (com Jung So Min) | Stone Music Entertainment        |
| 2021 | 22 de junho de 2021     | "Distant Fate"                                    | Doom At Your Service – OST                                         | Music&New                        |
| 2021 | 24 de dezembro de 2021  | "Merry Merry Christmas Day" - (R&B Ver.)          | 2021 Christmas Story                                               | AER MUSIC                        |
| 2022 | 14 de junho de 2022     | "My Love" (feat. RAVI)                            | LOVE&LOVE                                                          | AER MUSIC                        |
| 2022 | 29 de junho de 2022     | "Be My Melody"                                    | LOVE&LOVE                                                          | MV (Behind Ver.) AER MUSIC       |
| 2022 | 9 de agosto de 2022     | "I like you"                                      | Minamdang - OST Part. 6                                            | Warner Music Korea               |
| 2022 | 6 de dezembro de 2022   | "Fallen"                                          | Fallen                                                             | AER MUSIC                        |
| 2022 | 20 de dezembro de 2022  | "Fallen" (Live)                                   | Fallen                                                             | (Official Live Clip) - AER MUSIC |
| 2023 | 10 de abril de 2023     | "Youth"                                           | Fallen                                                             | AER MUSIC                        |
| 2023 | 29 de setembro de 2023  | "Don’t Be Jealous"                                | THE X                                                              | Official Music Video             |
| 2023 | 15 de dezembro de 2023  | "If Even There’s No Miracle"                      | Death's Game OST Part.2                                            | VLENDING VLENDING (Studio Ver.)  |
| 2024 | 2 de março de 2024      | "My Love" - versão em inglês (com Francine Diaz)  | Colaboração musical                                                | Official MV                      |
| 2024 | 12 de junho de 2024     | "너랑은 뭐든"                                     | 2024 Single Album [SEO IN GUK]                                     | Official MV                      |
| 2024 | 19 de junho de 2024     | "Out Of Time"                                     | 2024 Single Album [SEO IN GUK]                                     | Official MV                      |

### Participações em vídeos musicais de outros artistas
| Ano  | Música        | Artista  | MV          |
| ---- | ------------- | -------- | ----------- |
| 2016 | ”OMG”         | Double K | 1theK       |
| 2022 | "Stay For Me" | Hyuk     | Dingo Music |
| 2023 | "Easy Breezy" | Jueun    | AER Music   |

### ConcertosOnline
| Ano  | Data de lançamento     | Título                                 | Vídeo     |
| ---- | ---------------------- | -------------------------------------- | --------- |
| 2015 | 26 de novembro de 2015 | Seo In guk's Real Live, 'Music & Talk' | V LIVE    |
| 2023 | 5 de janeiro de 2023   | “Fallen & Youth” Band LIVE Concert     | It’s Live |

### Musicais
| Ano  | Data de lançamento     | Título                                 | Música                                | Musical      | MV          |
| ---- | ---------------------- | -------------------------------------- | ------------------------------------- | ------------ | ----------- |
| 2023 | 20 de novembro de 2023 | ’’Musical Live Stage in Monte Cristo’’ | ‘’I Will Be There’’ (com Heo Hye-jin) | Monte Cristo | EMK Musical |

## Teatro musical
| Ano  | Título                | Papel                               | Ref.    |
| ---- | --------------------- | ----------------------------------- | ------- |
| 2012 | Gwanghwamun Love Song | Hyun-woo                            | [ 22 ]  |
| 2023 | Monte Cristo          | Edmond Dantes/Conde de Monte Cristo | [ 156 ] |

## Discografia
| Informações sobre o álbum | Lista de faixas |
| --- | --- |
| 부른다 (Calling) - EP - Lançamento: 27 de outubro de 2009 - Gravadora: Mnet Media                                                 | Lista de faixas 1. 부른다 (Calling You) 2. 아름다운 이별 (Beautiful Separation) |
| 달려와 (Run to Me) - Digital single - Lançamento: 30 de outubro de 2009 - Gravadora: Mnet Media                                   | Lista de faixas 1. 달려와 (Run to Me) (Rally Ver. 2) (com Bigtone) 2. 달려와 (Run to Me) (Rally Ver. 2) (Inst.) |
| Just Beginning - EP - Lançamento: 6 de maio de 2010 - Gravadora: Mnet Media                                                       | Lista de faixas 1. Beginning 2. 사랑해 U 3. 마지막 생일 4. 왜 웃기만해 5. Prime Time (com Lisa) 6. 첫눈에 (com Bekah da banda After School) |
| 애기야 (Aegiya) Repackaged Album - EP - Lançamento: 10 de agosto de 2010 - Gravadora: Mnet Media                                  | Lista de faixas 1. Beginning 2. 사랑해 U 3. 애기야 (My Baby U) 4. 마지막 생일 5. 왜 웃기만해 6. Prime Time (com Lisa) 7. 첫눈에 (com Bekah da banda After School) 8. 사랑해 U (Lovely Ver.)                                                                                                   |
| Take - Capa coreana de Take on Me por A-ha - Digital single - Lançamento: 22 de novembro de 2010 - Gravadora:                     | Lista de faixas 1. Take |
| Jelly Christmas - Digital single - Lançamento: 6 de dezembro de 2010 - Gravadora: Jellyfish Entertainment                         | Lista de faixas 1. Christmas Time 2. Christmas Time (Inst.) |
| Broken - Digital single - Lançamento: 31 de março de 2011 - Gravadora: Mnet Media                                                 | Lista de faixas 1. Broken |
| Shake It Up - Digital single - Lançamento: 10 de agosto de 2011 - Gravadora: Universal Music Korea                                | Lista de faixas 1. Shake It Up |
| Jelly Christmas 2011 - Digital single - Lançamento: 2 de dezembro de 2011 - Gravadora: Jellyfish Entertainment                    | Lista de faixas 1. 모두에게 크리스마스 (Christmas for All) 2. 모두에게 크리스마스 (Christmas for All) (Inst.) |
| Fate (Like a Fool) - de Love Rain OST - Lançamento: 29 de maio de 2012 - Gravadora: Pony Canyon                                   | Lista de faixas 8. 운명 (바보처럼) (Fate (Like a Fool)) |
| Perfect Fit - EP - Lançamento: 12 de abril de 2012 - Gravadora: CJ E&M Music                                                      | Lista de faixas 1. Bad 2. 밀고 당겨줘 (Tease Me) 3. Time Machine (com Swings) 4. Brand New Day 5. 밀고 당겨줘 (Tease Me) (Inst.) |
| Love Story - Part 1 - Digital single, Reply 1997 - Lançamento: 28 de agosto de 2012 - Gravadora: CJ E&M Music                     | Lista de faixas 1. All For You (dueto com Jung Eun-ji) |
| Love Story - Part 2 - Digital single, Reply 1997 - Lançamento: 4 de setembro de 2012 - Gravadora: CJ E&M Music                    | Lista de faixas 1. 우리 사랑 이대로 (Just the Way We Love) (dueto com Jung Eun-ji) |
| Jelly Christmas 2012 Heart Project - Digital single - Lançamento: 6 de dezembro de 2012 - Gravadora: Jellyfish Entertainment      | Lista de faixas 1. 크리스마스니까 (Because It's Christmas) - Sung Si-kyung, Park Hyo-shin, Lee Seok-hoon, Seo In-guk, VIXX 2. 크리스마스니까 (Inst.) |
| Y.BIRD (Jellyfish Island) feat. Seo In-guk - Digital single - Lançamento: 4 de fevereiro de 2013 - Label: Jellyfish Entertainment | Lista de faixas 1. 너 땜에 못 살아 (I Can't Live Because of You) (com Verbal Jint) 2. 너 땜에 못 살아 (I Can't Live Because of You) (Inst.) |
| With Laughter or with Tears - Digital single - Lançamento: 11 de abril de 2013 - Gravadora: CJ E&M Music                          | Lista de faixas 1. 웃다 울다 (With Laughter or with Tears) 2. 행복했을까 (Were We Happy) (com Ku Hye-sun) 3. 웃다 울다 (With Laughter or with Tears) (Inst.) 4. 너 땜에 못 살아 (I Can't Live Because of You) (com Verbal Jint)                                                               |
| Fly Away - Single japonês - Lançamento: 24 de abril de 2013 - Gravadora: Nippon Crown                                             | Lista de faixas 1. Fly Away 2. Deep Inside My Heart 3. Shake It Up (versão original coreana) 4. Tease Me (versão original coreana) 5. Fly Away (Inst.) 6. Deep Inside My Heart (Inst.) |
| No Matter What - de Master's Sun OST - Lançamento: 17 de setembro de 2013 - Gravadora: Bon Factory, LOEN Entertainment            | Lista de faixas 1. 겁도 없이 (No Matter What) 2. 겁도 없이 (No Matter What) (Inst.) |
| We Can Dance Tonight - Single japonês - Lançamento: 16 de outubro de 2013 - Gravadora: Nippon Crown                               | Lista de faixas 1. We Can Dance Tonight 2. My Voice 3. Best Friend 4. Deep Inside My Heart 5. We Can Dance Tonight (Inst.) 6. My Voice (Inst.) 7. Best Friend (Inst.) |
| Everlasting - Álbum japonês - Lançamento: 15 de janeiro de 2014 - Gravadora: Nippon Crown                                         | Lista de faixas 1. Everlasting Love 2. Only One 3. My Voice 4. Toxic Girl 5. We Can Dance Tonight 6. Lovely Girl 7. 戀しくて 8. Deep Inside My Heart 9. Fly Away 10. Just One Ring 11. Space de Tour 12. Hands Up!                                                                            |
| Bomtanaba (Mellow Spring) - Digital single - Lançamento: 14 de maio de 2014 - Gravadora: CJ E&M Music                             | Lista de faixas 1. 봄 타나봐 (Bomtanaba) (Mellow Spring) 2. 봄 타나봐 (Bomtanaba) (Mellow Spring) (Inst.) |
| hug - EP japonês - Lançamento: 25 de junho de 2014 - Gravadora: Nippon Crown                                                      | Lista de faixas 1. もう、会えなくて。 2. 君の色 3. Good-Bye Dear 4. 瞳の中のフォトグラフ 5. 遠ざかる (versão coreana) 6. 美しい絶望 |
| Finding Myself - de High School King of Savvy OST - Lançamento: 21 de julho de 2014 - Gravadora: CJ E&M Music                     | Lista de faixas 1. 돌아오는 길 (Finding Myself) 2. 돌아오는 길 (Finding Myself) (Inst.) |
| Last Song - Álbum japonês (compilação) - Lançamento: 25 de fevereiro de 2015 - Gravadora: Nippon Crown                            | Lista de faixas CD1 1. Fly Away 2. We Can Dance Tonight 3. Everlasting Love 4. もう、会えなくて。 5. 瞳の中のフォトグラフ 6. 恋しくて 7. Toxic Girl 8. Best Friend 9. Hands Up! 10. 遠ざかる (韓国語Ver.) 11. Mellow Spring 12. 呼ぶよ CD2 1. Last Song 2. Light of my Life 3. Open your eyes |
| Seasons of the Heart - Single - Lançamento: 7 de março de 2016 - Gravadora: Jellyfish Entertainment                               | Lista de faixas 1. 너 라는 계절 (Seasons of the Heart) 2. 너 라는 계절 (Seasons of the Heart) (Inst.) |
| BeBe - Digital single - Lançamento: 28 de dezembro de 2016 - Gravadora: Jellyfish Entertainment                                   | Lista de faixas 1. BeBe 2. BeBe (Inst.) |
| Flower - "Tomorrow With You" (OST) - Lançamento: 11 de fevereiro de 2017 - Gravadora: CJ E&M Music                                | Lista de faixas 1. 꽃 (Flower) 2. 꽃 (Flower) (Inst.) |
| Better Together - Single - Lançamento: 28 de março de 2017 - Gravadora: Jellyfish Entertainment                                   | Lista de faixas 1. 함께 걸어 (Better Together) 2. Mint Chocolate (feat. 40) |
| Star - Hundred Million Stars From the Sky OST (Pt. 2) - Lançamento: 8 de novembro de 2018 - Gravadora: Stone Music Entertainment  | Lista de faixas 1. 별, 우리 (Star com Jung So-min) 2. 별, 우리 (Star) (Inst.) |
| Distant Fate - Doom At Your Service OST - Lançamento: 22 de junho de 2021 - Gravadora: MUSIC&NEW                                  | Lista de faixas 7. 아득한 먼 훗날 우리가 (Distant Fate) 14. 아득한 먼 훗날 우리가 (Distant Fate) (Inst.) |
| Love&Love - Single - Lançamento: 14 de junho de 2022 - Gravadora: AER MUSIC                                                       | Lista de faixas 1. My Love (feat. Ravi) 2. 질리지 않는 노래 (Be My Melody) 3. My Love (Inst.) |
| I Like You - "Minamdang" OST (Pt. 6) - Lançamento: 9 de agosto de 2022 - Gravadora: AER MUSIC                                     | Lista de faixas 1. 너를 좋아해 (I Like You) 2. 너를 좋아해 (I Like You) (Inst.) |
| Fallen - Single - Lançamento: 6 de dezembro de 2022 - Gravadora: AER MUSIC                                                        | Lista de faixas 1. Fallen 2. Youth 3. Fallen (Inst.) |
| THE X - EP japonês - Lançamento: 11 de outubro de 2023 - Gravadora: THE STAR E&M                                                  | Lista de faixas 1. Don't Be Jealous 2. FLAVOR 3. Thank You 4. Don't Be Jealous (Inst.) |
| Even If There's No Miracle - "Death's Game" OST (Pt. 2) - Lançamento: 15 de dezembro de 2023 - Gravadora: VLENDING                | Lista de faixas 1. 기적은 없어도 (Even If There's No Miracle) 2. 기적은 없어도 (Even If There's No Miracle) (Inst.) |

## Prêmios e indicações
| Ano  | Prêmio                        | Categoria                                                               | Trabalho nomeado                          | Resultado | Ref.            |
| ---- | ----------------------------- | ----------------------------------------------------------------------- | ----------------------------------------- | --------- | --------------- |
| 2009 | Cyworld Digital Music Awards  | Iniciante masculino do ano                                              | "Calling"                                 | Venceu    | [ 161 ]         |
| 2010 | Mnet Asian Music Awards       | Melhor Artista Masculino Novo                                           | "I Love U"                                | Indicado  | [ 162 ]         |
| 2012 | Korea Drama Awards            | Melhor Novo Ator                                                        | Love Rain                                 | Venceu    | [ 163 ]         |
| 2012 | Korea Drama Awards            | Prêmio de Melhor Casal com Jung Eun-ji                                  | Reply 1997                                | Venceu    | [ 164 ]         |
| 2012 | 5th Style Icon Awards         | Top 10 Ícones de Estilo                                                 | Reply 1997                                | Venceu    | [ 165 ]         |
| 2012 | 1º K-Drama Star Awards        | Prêmio Estrela em Ascensão                                              | Reply 1997                                | Venceu    | [ 166 ]         |
| 2012 | 1º K-Drama Star Awards        | Prêmio de Melhor Casal com Jung Eun-ji                                  | Reply 1997                                | Venceu    | [ 166 ]         |
| 2012 | 1º K-Drama Star Awards        | Melhor OST                                                              | "All for You" (com Jung Eun-ji)           | Venceu    | [ 166 ]         |
| 2012 | Mnet Asian Music Awards       | Best OST                                                                | "All for You" (com Jung Eun-ji)           | Venceu    | [ 167 ]         |
| 2012 | 4º Melon Music Awards         | Melhor OST                                                              | "All for You" (com Jung Eun-ji)           | Venceu    | [ 168 ]         |
| 2012 | Drama Awards                  | Melhor Novo Ator                                                        | The Sons                                  | Indicado  |                 |
| 2012 | KBS Drama Awards              | Melhor Novo Ator                                                        | Love Rain                                 | Indicado  |                 |
| 2013 | 2º Gaon Chart K-Pop Awards    | Canção do Ano (Setembro)                                                | "All for You" (com Jung Eun-ji)           | Venceu    | [ 169 ]         |
| 2013 | 49º Baeksang Arts Awards      | Melhor Novo Ator (TV)                                                   | Reply 1997                                | Indicado  |                 |
| 2013 | SBS Drama Awards              | Prêmio de Nova Estrela                                                  | Master's Sun                              | Venceu    | [ 170 ]         |
| 2013 | SBS Drama Awards              | Melhor casal (com Kim Yoo-ri)                                           | Master's Sun                              | Indicado  |                 |
| 2014 | 3º Gaon Chart K-Pop Awards    | Canção do Ano (Dezembro)                                                | "Loved You" (com Zia)                     | Venceu    | [ 171 ]         |
| 2014 | Mnet Asian Music Awards       | Melhor Colaboração                                                      | "Loved You" (com Zia)                     | Indicado  |                 |
| 2014 | Japan Gold Disc Awards        | Melhor 3 Novos Artistas (Ásia)                                          | Everlasting                               | Venceu    | [ 62 ]          |
| 2014 | 7º Korea Drama Awards         | Prêmio de Excelência em atuação (Ator)                                  | High School King of Savvy                 | Indicado  |                 |
| 2014 | 7º Style Icon Awards          | Top 10 Ícones de Estilo                                                 | —                                         | Indicado  |                 |
| 2014 | KBS Drama Awards              | Prêmio de Excelência em atuação em um Drama de Comprimento Médio (Ator) | The King's Face                           | Indicado  |                 |
| 2014 | KBS Drama Awards              | Prêmio Netizen (Ator)                                                   | The King's Face                           | Indicado  |                 |
| 2014 | KBS Drama Awards              | Melhor Casal (com Jo Yoon-hee)                                          | The King's Face                           | Indicado  |                 |
| 2014 | KBS Drama Awards              | Melhor Novo Ator                                                        | The King's Face                           | Venceu    | [ 172 ]         |
| 2015 | Soompi Awards                 | Ator do Ano                                                             | High School King of Savvy                 | Indicado  |                 |
| 2015 | 8º Korea Drama Awards         | Prêmio de Excelência em atuação (Ator)                                  | Hello Monster                             | Indicado  |                 |
| 2015 | KBS Drama Awards              | Prêmio de Excelência em atuação em minissérie (Ator)                    | Hello Monster                             | Indicado  |                 |
| 2015 | KBS Drama Awards              | Prêmio Netizen (Ator)                                                   | Hello Monster                             | Indicado  |                 |
| 2015 | KBS Drama Awards              | Melhor Casal (com Jang Na-ra)                                           | Hello Monster                             | Indicado  |                 |
| 2016 | TvN10 Awards                  | Melhor Ator (TV)                                                        | Reply 1997                                | Venceu    | [ 173 ]         |
| 2016 | TvN10 Awards                  | Melhor Beijo (com Jung Eun-ji)                                          | Reply 1997                                | Venceu    | [ 173 ]         |
| 2016 | Baeksang Arts Awards          | Prêmio de maior popularidade (Ator de TV)                               | Hello Monster                             | Indicado  |                 |
| 2016 | 11º Asian TV Drama Conference | Prêmio especial, Ator                                                   | Squad 38, Shopping King Louie             | Venceu    | [ 86 ]          |
| 2016 | Soompi Awards                 | Ator do Ano                                                             | Shopping King Louie                       | Indicado  | [ 174 ]         |
| 2016 | MBC Drama Awards              | Grande Prêmio (Daesang)                                                 | Shopping King Louie                       | Indicado  | [ 90 ]          |
| 2016 | MBC Drama Awards              | Prêmio de Excelência em atuação em uma minissérie (Ator)                | Shopping King Louie                       | Venceu    | [ 89 ]          |
| 2016 | MBC Drama Awards              | Melhor casal (com Nam Ji-hyun)                                          | Shopping King Louie                       | Indicado  | [ 175 ]         |
| 2017 | Baeksang Arts Awards          | Prêmio de maior popularidade, Ator de TV                                | Shopping King Louie                       | Indicado  |                 |
| 2019 | Soompi Awards                 | Ator do Ano                                                             | The Smile Has Left Your Eyes              | Indicado  | [ 96 ]          |
| 2019 | Soompi Awards                 | Prêmio de melhor casal com Jung So-min                                  | The Smile Has Left Your Eyes              | Indicado  | [ 96 ]          |
| 2022 | Asia Artist Awards            | Melhor Artista (Ator)                                                   | Café Minamdang e Project Wolf Hunting     | Venceu    | [ 176 ] [ 177 ] |
| 2022 | KBS Drama Awards              | Grande Prêmio (Daesang)                                                 | Café Minamdang                            | Indicado  | [ 178 ] [ 179 ] |
| 2022 | KBS Drama Awards              | Prêmio de Excelência em Atuação (Ator)                                  | Café Minamdang                            | Indicado  | [ 180 ]         |
| 2022 | KBS Drama Awards              | Melhor casal (com Oh Yeon-seo)                                          | Café Minamdang                            | Venceu    | [ 181 ]         |
| 2022 | Blue Dragon Film Awards       | Melhor novo ator (filme)                                                | Project Wolf Hunting                      | Indicado  | [ 182 ]         |
| 2022 | Global Spotlight Award        | Melhor direção (MV)                                                     | Fallen (codiretor: Andreas Varsakopoulos) | Indicado  | [ 123 ]         |
| 2022 | Global Spotlight Award        | Melhor direção (MV)                                                     | My Love (codiretor: Eum Mun-seok)         | Indicado  | [ 123 ]         |
| 2022 | Global Spotlight Award        | Melhor direção (MV)                                                     | Again, Dream Nam Yeong-joo                | Indicado  | [ 123 ]         |
| 2022 | Global Spotlight Award        | Melhor direção em curta-metragem                                        | HEART & LOVE (Seo In-guk 2022 Fanmeeting) | Indicado  | [ 123 ]         |
| 2023 | Global Spotlight Award        | Melhor curta-metragem                                                   | TRAP by Seo In Guk                        | Venceu    | [ 125 ] [ 126 ] |
| 2023 | 59° Baeksang Arts Awards      | Melhor novo ator de cinema                                              | Project Wolf Hunting                      | Indicado  | [ 183 ]         |

## Programas de música
Vitórias de Seo In-guk em programas de música na televisão da Coreia. Os programas M! Countdown e Music Triangle são veiculados nos canais de TV a cabo Mnet e KM, respectivamente.

### M! Countdown
| Ano  | Data       | Canção            |
| ---- | ---------- | ----------------- |
| 2010 | 20 de maio | 사랑해 U (Love U) |

### Music Triangle
| Ano  | Data           | Canção                        |
| ---- | -------------- | ----------------------------- |
| 2012 | 19 de setembro | All For You (com Jung Eun-ji) |

## Embaixador
| Ano         | Organização/Evento                                                            | Nota                                                                              | Material Promocional | Ref.            |
| ----------- | ----------------------------------------------------------------------------- | --------------------------------------------------------------------------------- | --- | --------------- |
| 2010        | 3ª Marcha dos Territórios Marítimos da Coreia                                 | Embaixador de Relações Públicas                                                   | Vídeo promocional |                 |
| 2012 - 2014 | Conferência Plenipotenciária da União Internacional de Telecomunicações [UIT] | Embaixador                                                                        | Vídeo oficial | [ 185 ]         |
| 2013 - 2015 | Agência de Polícia Metropolitana de Ulsan                                     | Embaixador de Relações Públicas e Policial Honorário (sargento)                   | Vídeo promocional | [ 186 ] [ 187 ] |
| 2014        | Korea Brand & Hallyu Product Expo (KBEE)                                      | Embaixador                                                                        | Vídeo do artigo | [ 188 ]         |
| 2015        | Escola de Pós-Graduação da Universidade Baekseok                              | Embaixador de Relações Públicas                                                   | Vídeo do artigo | [ 189 ]         |
| 2021        | Conselho de Turismo da Cidade de Seul                                         | Campanha de Revitalização e Promoção Turística "Seul: Seis Sentidos" (Embaixador) | Vídeo promocional 1 Vídeo promocional 2 Vídeo promocional 3 Vídeo promocional 4 Vídeo promocional 5 Vídeo promocional 6 Vídeo promocional 7 | [ 190 ]         |

## Concertos (Coreia do Sul)
| Data                   | Título                                           | Local                                 | Ref.    |
| ---------------------- | ------------------------------------------------ | ------------------------------------- | ------- |
| 26 de dezembro de 2010 | Sentimental City (com Lena Park)                 | Arena Olympic Gymnastics              | [ 191 ] |
| 28 de dezembro de 2013 | Supri-In Guk!                                    | Auditório da Universidade Ewha Womans | [ 192 ] |
| 29 de dezembro de 2013 | Supri-In Guk!                                    | Auditório da Universidade Ewha Womans | [ 192 ] |
| 31 de dezembro de 2016 | MINT CHOCOLATE                                   | Yes24 Live Hall                       | [ 193 ] |
| 8 de dezembro de 2018  | New Year Snow: Frame - Our Season to Be Together | Yes24 Live Hall                       | [ 194 ] |
| 9 de dezembro de 2018  | New Year Snow: Frame - Our Season to Be Together | Yes24 Live Hall                       | [ 194 ] |
| 28 de dezembro de 2019 | S#33 / TAKE10                                    | Centro de Cultura e Artes Donghae     | [ 195 ] |

## Atividades no Japão

### Concertos/Encontros de fãs
| Ano  | Data do evento | Local                           | Título                                                                        | Referência |
| ---- | -------------- | ------------------------------- | ----------------------------------------------------------------------------- | ---------- |
| 2013 | 21 de julho    | Nikkei Hall, Tóquio             | SEO IN GUK "HELLO!" 1º encontro de fãs no Japão                               |            |
| 2014 | 10 de agosto   | Salão Público de Hibiya, Tóquio | SEO IN GUK "IMPACT" - Fanmeeting 2014                                         |            |
| 2015 | 29 de agosto   | Hotel Grand Hyatt Tokyo         | "WITH YOU" - SEO IN GUK 2015 SPECIAL PARTY IN JAPAN                           |            |
| 2016 | 18 de março    | The Ritz-Carlton Hotel (Tóquio) | "Happy White Day" - SEO IN GUK SPECIAL SHOW 2016                              |            |
| 2016 | 12 de novembro | NTV RanRan Hall (Tóquio)        | SEO IN GUK 2016 JAPAN LIVE TALK SHOW                                          |            |
| 2019 | 12 de março    | Hotel Nakano Sun Plaza (Tóquio) | CONCERTO DE FÃS NO JAPÃO - "New Year Snow: Frame - Our Season to Be Together" |            |
| 2019 | 19 de março    | Orix Theater, Osaka             | CONCERTO DE FÃS NO JAPÃO - "New Year Snow: Frame - Our Season to Be Together" |            |
| 2022 | 9 de agosto    | Zepp Diver City, Tóquio         | 2022 SEO IN GUK FANMEETING "One [Summer day]"                                 | [ 196 ]    |
| 2022 | 11 de agosto   | Zepp Namba, Osaka               | 2022 SEO IN GUK FANMEETING "One [Summer day]"                                 | [ 197 ]    |
| 2023 | 12 de janeiro  | Hotel Nakano Sun Plaza, Osaka   | 2023 SEO IN GUK CONCERT "Blending"                                            |            |

### Vitrine
| Ano  | Data do evento | Local                                                          | Título                       | Referência |
| ---- | -------------- | -------------------------------------------------------------- | ---------------------------- | ---------- |
| 2014 | 25 de janeiro  | Salão Toranomon Nissho de Tóquio (Corpo de Bombeiros do Japão) | MOSTRA SEO IN-GUK JAPÃO 2014 |            |

## Revistas / Sessões fotográficas
- 2011: Sessão de fotos para UNIONBAY com IU[198][199]

- 2012: GQ (Coreia)[200]

- 2012: 1st Look (Coreia)[201]

- 2012: Allure (Coreia)[202][203]

- 2012: Nylon Magazine[204]

- 2012: ELLE Girl (Coreia)[205]

- 2012: DAZED (Coreia)[206]

- 2012: CéCi (Coreia)[207]

- 2012: @Star1 (Coreia) com Jung Eun-ji[208][209]

- 2012: Vogue Girl (Coreia)[210][211]

- 2012: Marie Claire (Coreia)[212]

- 2012: ELLE (Coreia)[213]

- 2012: HIGH CUT Vol. 92[214]

- 2013: COSMOPOLITAN (Coreia)[215]

- 2013: Hallyu Pia (Japão)[216]

- 2013: Catálogo de moda da coleção F/W 2013 da ISENBERG[217][218]

- 2013: Catálogo de moda da coleção S/S 2013 da ISENBERG[217][219]

- 2013: K-Wave Magazine[220]

- 2013: Men’s Health (Coreia)[221]

- 2013: Cine21 Vol. 926 (Coreia)[222][223]

- 2013: Álbum de fotos “Monthly Seo In-guk x Mika Ninagawa” (Japão)[224][225]

- 2014: Sessão de fotos para International bnt[226]

- 2014: Catálogo de moda da coleção S/S 2014 ISENBERG (com Park Min-young)[217][227]

- 2014: Catálogo de moda da coleção F/W 2014 ISENBERG (com Park Min-young)[217][228]

- 2014: InStyle[229][230][231]

- 2014: Marie Claire (Coreia)[232][233][234]

- 2014: CéCi[235][236]

- 2014: Allure (Coreia)[237]

- 2015: Catálogo de moda da coleção S/S 2015 da ISENBERG (com Park Min-young)[217][238][239]

- 2015: Catálogo de moda da coleção F/W 2015 da ISENBERG (com Park Min-young)[217][240]

- 2015: Sessão de fotos para a coleção F/W 2015 da VOSTRO[241]

- 2015: Marie Claire (Coreia)[242]

- 2015: CéCi (Coreia)[243]

- 2016: The Celebrity (Coreia)[244][245][246]

- 2016: Sessão de fotos para a coleção S/S 2016 da VOSTRO[247][248]

- 2016: Sessão de fotos para a coleção F/W 2016 da VOSTRO[249]

- 2016: Catálogo de moda da coleção F/W 2016 da ISENBERG[217][250]

- 2016: Hallyu Pia (Japão)[251]

- 2016: 1st Look Vol. 112 (com Ma Dong-seok)[252][253]

- 2016: Grazia (Coreia) com Oh Dae-hwan[254]

- 2016: Dazed & Confused (Coreia) com Oh Dae-hwan[255][256][257]

- 2017: Arena Homme Plus (Coreia)[258][259]

- 2017: Grazia (Coreia) com Oh Dae Hwan[260]

- 2017: Woman Sense (Coreia)[261]

- 2019: Sessão de fotos - Concerto S#33/TAKE10[262]

- 2021: Sessão de fotos de perfil #1[263][264]

- 2021: Sessão de fotos de perfil #2[265]

- 2021: Sessão de fotos dos bastidores da participação especial de Seo In-guk na série Navillera[266]

- 2021: Marie Claire (Coreia)[267][268]

- 2021: ELLE (Coreia)[269][270][271]

- 2021: GQ (Coreia)[272][273]

- 2021: COSMOPOLITAN (Filipinas)[274]

- 2021: SPOTLiGHT (China)[275][276]

- 2022: Hallyu Pia (Japão)[277]

- 2022: Éclat Magazine (Japão)[278]

- 2022: Cine21 Vol. 1375 (Coreia)[279]

- 2022: ELLE (Singapura)[280][281][282][283]

- 2022: THE STAR (Coreia)[284][285]

- 2022: COSMOPOLITAN (Coreia) (com Oh Yeon-seo)[286]

- 2022: Rolling Stone (Índia)[287]

- 2023: Blender Bookmagazine (França)[288]

- 2023: Sessão de fotos para a campanha publicitária da SYNOTEX[289]

- 2023: Media Boy (Japão)[290]

- 2023: Harper’s Bazaar (Vietnã)[291]

- 2023: Hallyu Pia (Japão)[292]

- 2023: Sessão de fotos conceituais para o álbum japonês THE X[293]

- 2023: Sessão de fotos para o pôster do Musical Monte Cristo[294]

- 2023: Theatre +[295][296]

- 2023: ELLE (Coreia) com Park So-dam[297][298]

- 2024: COSMOPOLITAN (Coreia) com Lee Kyu-hyung, Go Eun-seong e Kim Seong-cheol[299][300]

- 2024: Metro.Style (Filipinas) (com Francine Diaz) [140]

- 2024: THE STAR (Coreia) - Edição comemorativa do 11° Aniversário [301][302]